# Papier pergaminowy

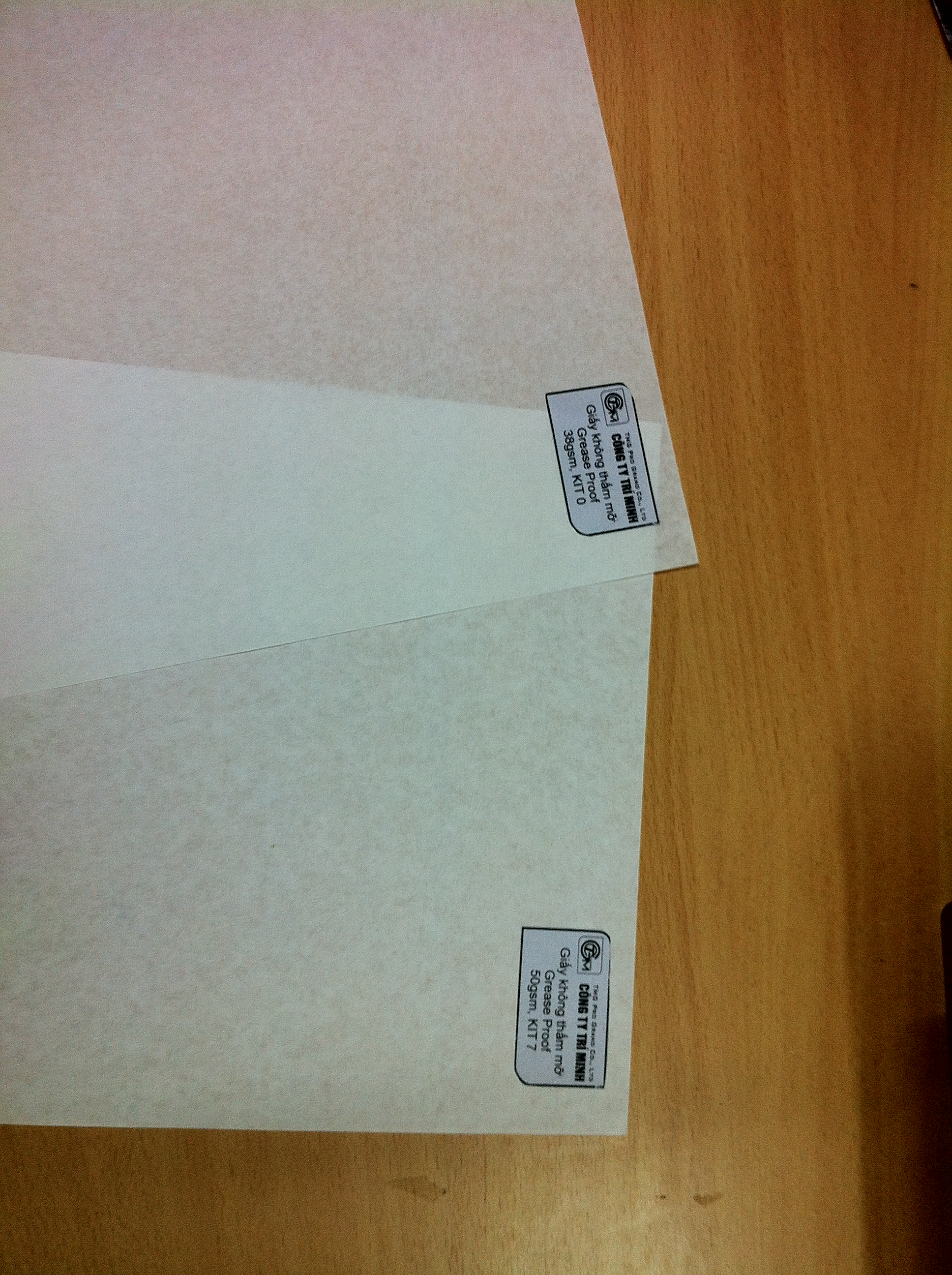
Arkusze papieru pergaminowego

Papier pergaminowy – specjalna odmiana papieru, produkowana w celu nadania mu odporności na wilgoć oraz tłuszcze (zarówno zwierzęce, jak i mineralne). Stosowany jest jako materiał opakowaniowy oraz do szeregu celów technicznych (np. przekładki w transformatorach i kondensatorach). Z wyglądu przypomina trochę pergamin, stąd też taka jego potoczna nazwa.
Papier otrzymuje się w wyniku pergaminizowania zwykłego papieru, dzięki czemu traci on strukturę włóknistą na rzecz znacznie bardziej zwartej. Efektem tego jest także gładka powierzchnia i lekko przezroczysty, mętno-szklisty wygląd. Papier taki trudniej się drze, chociaż łatwiej pęka podczas zginania. Gramatura papieru wynosi zazwyczaj 40 do 80 g/m².
Na papierze pergaminowym możliwy jest druk, szczególnie wypukły i fleksograficzny.